# Nieuwe Republiek (Roemenië)
Nieuwe Republiek (Roemeens:Noua Republică, NR of PNR) is een Roemeens politieke partij. De partij was in oktober 2011 opgericht als burgerplatform. Op 29 januari 2013 werd het burgerplatform omgevormd tot  een liberaal Christelijke politieke partij. De partij werd opgericht door christelijk filosoof Michael Neamţu.
Op 19 september 2015 werd er een nieuw partijstatuut aangenomen en werd ondernemer en voorzitter van de Boekarest district 3 Alin Ioan Bota tot partijleider verkozen. Op 16 maart 2016 trok Michael Neamţu zich terug uit de partij om, naar eigen zeggen, zich met zijn familie bezig te houden. 